# 열두살 샘
《열두살 샘》(Vivir para siempre, Ways To Live Forever)은 영국에서 제작된 구스타보 론 감독의 2010년 드라마 영화이다. 로비 케이 등이 주연으로 출연하였고 마틴 오티 등이 제작에 참여하였다. 이 영화는 라이프앤드소울 프로덕션스(Life&Soul Productions), 엘 캐패턴 픽처스(El Capitan Pictures), Formato Producciones에 의해 제작되었다. 스페인에서는 카르마(Karma)를 통해, 북아메리카에서는 WWMPC(World Wide Motion Pictures Corporation)에 의해, 전 세계 나머지 지역의 경우 InTandem에 의해 배급되었다.

## 출연

### 주연
- 로비 케이
- 알렉스 에텔
- 벤 채플린
- 에밀리아 폭스
- 엘라 퍼넬

### 조연
- 그레타 스카치
- 필리다 로우
- 피오나 돌먼
- 엘로이즈 반스
- 나탈리아 테나

## 기타
- 미술: 제이슨 카린
- 의상: 수잔나 벅스튼
- 배역: 맷 웨스턴